# Kerkhof van Leisele
Het Kerkhof van Leisele is een gemeentelijke begraafplaats in het Belgische dorp Leisele, een deelgemeente van  Alveringem. Het kerkhof ligt rond de Sint-Martinuskerk.

## Brits militair graf
Op de begraafplaats ligt het graf van een Britse soldaat uit de Tweede Wereldoorlog. Het is van schutter Robert Robinson die stierf op 29 mei 1940. Het graf ligt in de zuidwestelijke hoek van het kerkhof en wordt onderhouden door de Commonwealth War Graves Commission. Daar staat het geregistreerd als Leisele Churchyard.

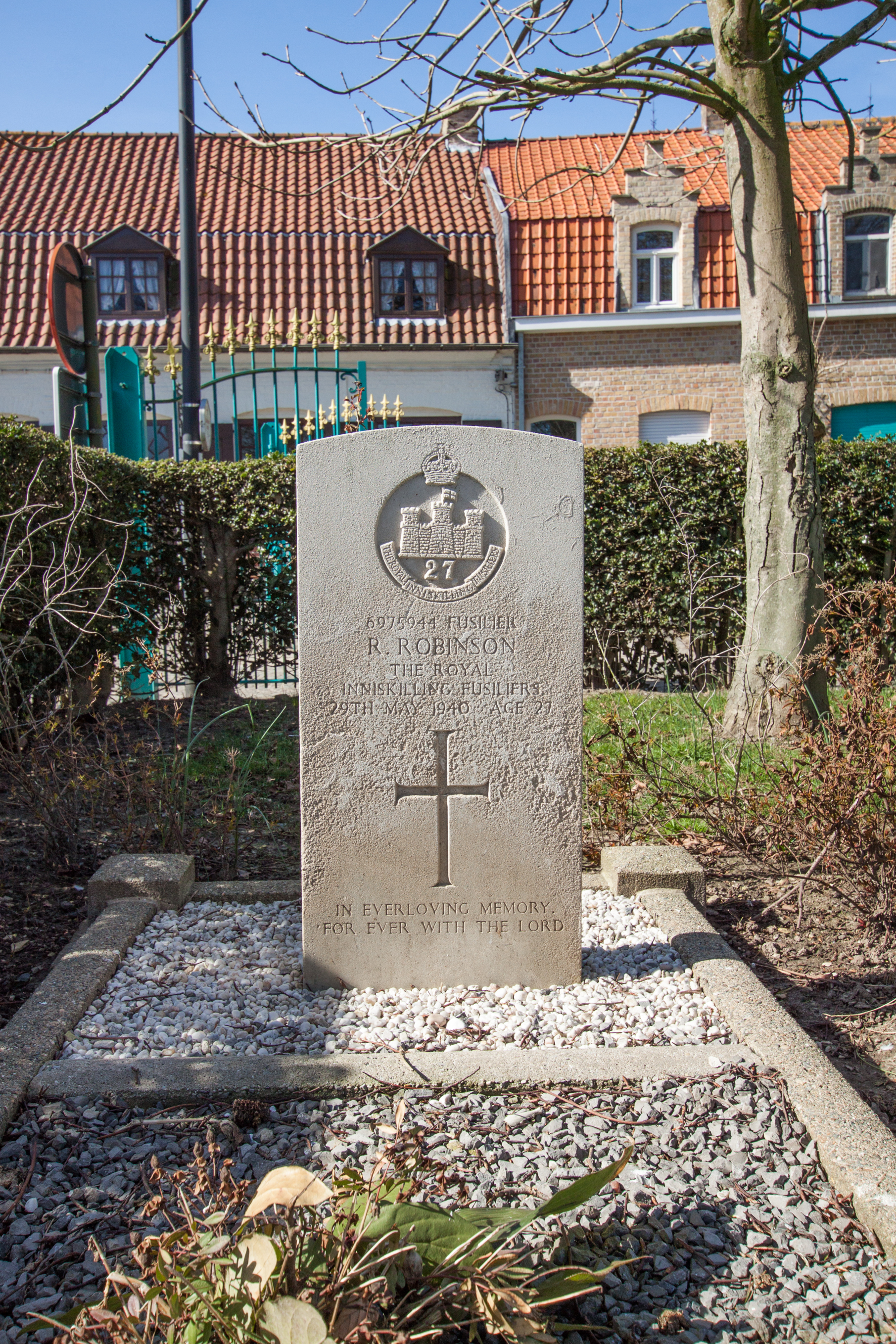
Graf van Robert Robinson